# Cameron McEvoy
Cameron James McEvoy (Gold Coast, 13 de mayo de 1994) es un deportista australiano que compite en natación, especialista en el estilo libre.
Participó en cuatro Juegos Olímpicos de Verano, entre los años 2012 y 2024, obteniendo cuatro medallas, dos de bronce en Río de Janeiro 2016, en 4 × 100 m libre y 4 × 100 m estilos, bronce en Tokio 2020, en 4 × 100 m libre, y oro en París 2024, en 50 m libre.
Ganó ocho medallas en el Campeonato Mundial de Natación entre los años 2015 y 2025.
En 2025 fue condecorado con la Medalla de la Orden de Australia (OAM). Estudió Física y Matemáticas en la Universidad Griffith.

## Palmarés internacional
| Juegos Olímpicos   | Juegos Olímpicos        | Juegos Olímpicos  | Juegos Olímpicos  |
| Año                | Lugar                   | Medalla           | Prueba            |
| ------------------ | ----------------------- | ----------------- | ----------------- |
| 2016               | Río de Janeiro (Brasil) | Medalla de bronce | 4 × 100 m libre   |
| 2016               | Río de Janeiro (Brasil) | Medalla de bronce | 4 × 100 m estilos |
| 2020               | Tokio (Japón)           | Medalla de bronce | 4 × 100 m libre   |
| 2024               | París (Francia)         | Medalla de oro    | 50 m libre        |
| Campeonato Mundial |                         |                   |                   |
| Año                | Lugar                   | Medalla           | Prueba            |
| 2015               | Kazán (Rusia)           | Medalla de plata  | 100 m libre       |
| 2015               | Kazán (Rusia)           | Medalla de plata  | 4 × 100 m estilos |
| 2015               | Kazán (Rusia)           | Medalla de bronce | 4 × 200 m libre   |
| 2019               | Gwangju (Corea del Sur) | Medalla de bronce | 4 × 100 m libre   |
| 2023               | Fukuoka (Japón)         | Medalla de oro    | 50 m libre        |
| 2024               | Doha (Catar)            | Medalla de plata  | 50 m libre        |
| 2024               | Doha (Catar)            | Medalla de bronce | 50 m mariposa     |
| 2025               | Singapur (Singapur)     | Medalla de oro    | 50 m libre        |